# 力石インターチェンジ

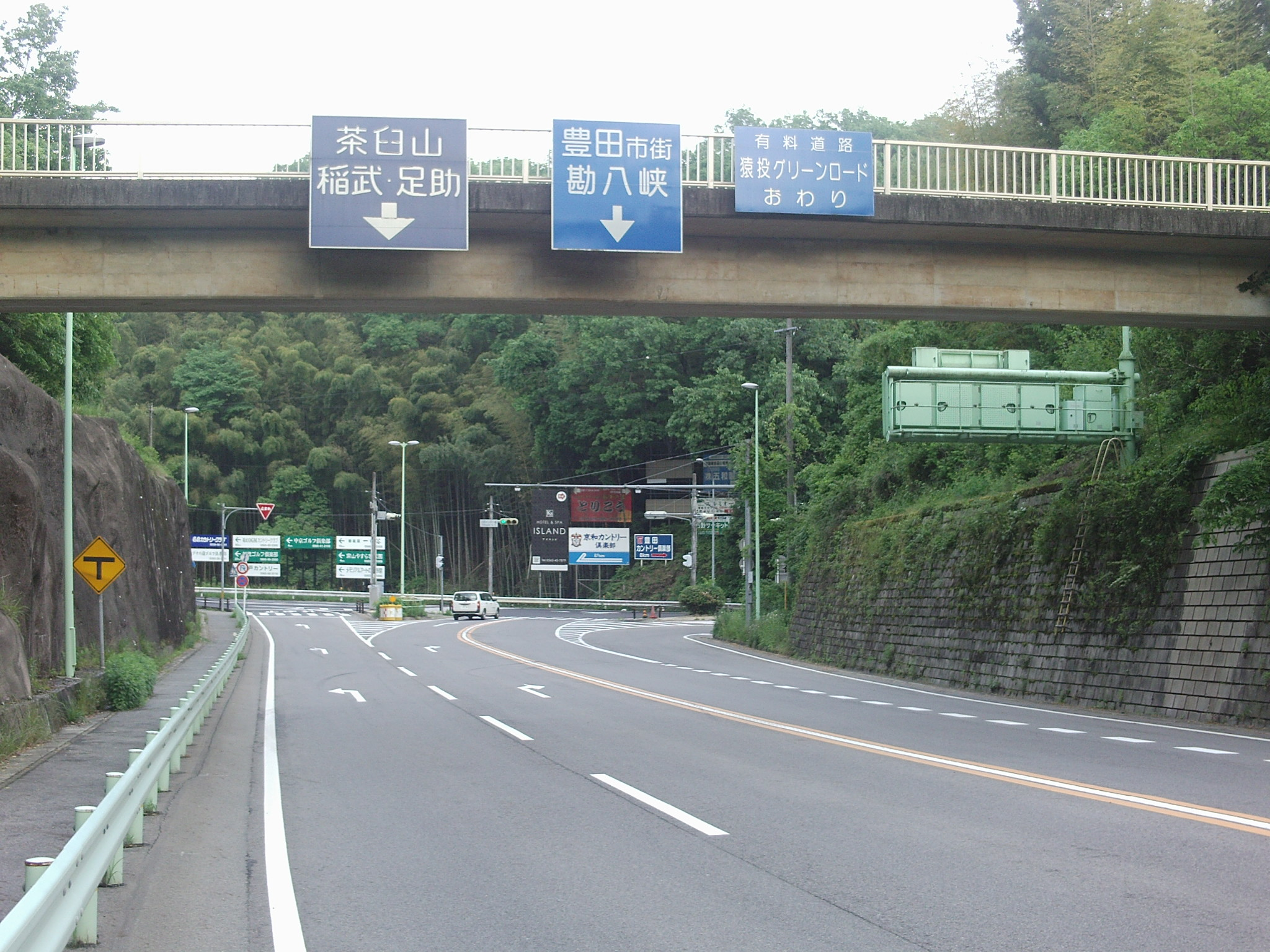
猿投グリーンロードの東端、力石インターチェンジ。愛知県道6号力石名古屋線の起点でもある。

力石インターチェンジ（ちからいしインターチェンジ）は、愛知県豊田市力石町にある猿投グリーンロードのインターチェンジである。
なお、隣の枝下ICまでは無料で通行できる。

## 接続する道路
- 国道153号（飯田街道）

## 周辺
- 香嵐渓
- 小渡温泉
- 勘八峡

## 隣
猿投グリーンロード
枝下IC - 力石IC